# 索菲伊夫卡 (克吉奇夫卡區)
49°17′57″N 35°37′41″E / 49.29917°N 35.62806°E
索菲伊夫卡（烏克蘭語：Софіївка），是烏克蘭東部的村莊，隸屬哈爾科夫州的別列斯京區。該村始建於1771年，面積1.4平方公里，海拔高度149米，2001年人口202，人口密度每平方公里143.9人。